# Département des Communautés (Irlande du Nord)
Le département des Communautés (en anglais : Department for Communities) est le département ministériel dévolu d'Irlande du Nord chargé des affaires sociales.
Le poste est occupé par Gordon Lyons depuis le 3 février 2024.

## Fonctions
Le département exerce ses compétences dans les domaines : 
- du logement ;
- des prestations de sécurité sociale ;
- des pensions de retraite ;
- de pensions alimentaires ;
- du développement du bénévolat et des associations
- du renouvellement urbain ;
- de la législation sociale ;
- des arts ;
- de la diversité culturelle ;
- des langages, des bibliothèques ;
- de la distribution des résultats de la loterie ;
- des registres publics – au moyen du bureau public des registres d'Irlande du Nord (PRONI) ;
- des sports
- des collectivités locales.

La sécurité sociale et les pensions de retraite restent des compétences partagées avec le département du Travail et des Retraites du Royaume-Uni.
Le Parlement du Royaume-Uni a conservé les compétences (reserved matters) dans les domaines : 
- de la propriété intellectuelle ;
- de l'audiovisuel ;
- de la National Lottery.

## Histoire
À la suite du référendum du 23 mai 1998 sur l'accord du Vendredi saint, et la sanction royale de la loi sur l'Irlande du Nord de 1998 le 19 novembre suivant, une Assemblée et un Exécutif sont établis par le gouvernement travailliste du Premier ministre Tony Blair. Ce processus, connu sous le nom de « dévolution », poursuit le but de donner à l'Irlande du Nord son propre pouvoir législatif.
En décembre 1999, sur la base de la loi sur l'Irlande du Nord, le décret sur les départements d'Irlande du Nord institue le « département du Développement social » (en anglais : Department of Social Development).
Entre le 12 février et le 30 mai 2000, puis du 15 octobre 2002 au 8 mai 2007, la dévolution est suspendue et le département passe sous administration directe d'un ministre du bureau pour l'Irlande du Nord, qui constitue l'un des départements ministériels du Royaume-Uni.
Par la « loi sur départements d'Irlande du Nord de 2016 », le ministère est rebaptisé « département des Communautés » et absorbe le département de la Culture.

## Titulaires
| Nom                                          | Nom               | Dates             | Dates             | Parti |
| -------------------------------------------- | ----------------- | ----------------- | ----------------- | ----- |
|                                              | Nigel Dodds       | 2 décembre 1999   | 11 février 2000   | DUP   |
| Suspension des institutions nord-irlandaises |                   |                   |                   |       |
|                                              | Nigel Dodds       | 30 mai 2000       | 27 juillet 2000   | DUP   |
|                                              | Maurice Morrow    | 27 juillet 2000   | 24 octobre 2001   | DUP   |
|                                              | Nigel Dodds       | 24 octobre 2001   | 15 octobre 2002   | DUP   |
| Suspension des institutions nord-irlandaises |                   |                   |                   |       |
|                                              | Margaret Ritchie  | 8 mai 2007        | 24 mai 2010       | SDLP  |
|                                              | Alex Attwood      | 24 mai 2010       | 16 mai 2011       | SDLP  |
|                                              | Nelson McCausland | 16 mai 2011       | 23 septembre 2014 | DUP   |
|                                              | Mervyn Storey     | 23 septembre 2014 | 12 janvier 2016   | DUP   |
|                                              | Maurice Morrow    | 12 janvier 2016   | 25 mai 2016       | DUP   |
|                                              | Paul Givan        | 25 mai 2016       | 26 janvier 2017   | DUP   |
| Suspension des institutions nord-irlandaises |                   |                   |                   |       |
|                                              | Deirdre Hargey    | 11 janvier 2020   | 14 juin 2020      | SF    |
|                                              | Carál Ní Chuilín  | 15 juin 2020      | 15 décembre 2020  | SF    |
|                                              | Deirdre Hargey    | 16 décembre 2020  | 27 octobre 2022   | SF    |
| Suspension des institutions nord-irlandaises |                   |                   |                   |       |
|                                              | Gordon Lyons      | 3 février 2024    | en fonction       | DUP   |